# Cavriago
Cavriago är en ort och kommun i provinsen Reggio Emilia i regionen Emilia-Romagna i Italien. Kommunen hade 9 898 invånare (2018).